# 마쓰다 RX-7 고정라이트
마쯔다 RX-7 고정라이트 차량은 기존 RX-7의 리트럭터블 헤드라이트를 고정형 헤드라이트로 교체한 차량으로, 애프터마켓 파츠를 이용해 드레스업된 차량이다. 1세대 FB3S같은 경우, 고정형 헤드라이트로 드레스업된 차량이 존재하지 않는다.

## 2세대 FC3S
기존의 FC의 리트럭터블 헤드라이트를 고정형 헤드라이트로 변경한 차량이며, 만화 이니셜 D에서 타카하시 료스케의 차량으로 하코네 턴파이크에서 "사신" 호죠 린과 배틀할 때 등장하였다. 고정형 헤드라이트가 탑재된 실차 FC는 거의 안 보인다.

## 3세대 FD3S
기존의 FD의 리트럭터블 헤드라이트를 고정형 헤드라이트로 변경한 차량이며, 만화 이니셜 D에서 타카하시 케이스케의 차량으로 등장하였다. 이 밖에도 분노의 질주 도쿄 드리프트에서 한의 차량으로 베일사이드제 바디킷이 적용된 차량이 등장하였다. FC와는 다르게 고정형 헤드라이트가 탑재된 실차 FD는 흔하게 보인다.
1. ↑  이전에는 마쯔다의 레이싱부서 마쯔다스피드 RX-7 A-Spec과 동일한 외형을 가지고 있었으나, 츠치사카 원정 때 상대팀이 흘려놓은 오일을 밟고 미끄러져 가드레일에 부딪혀 크게 파손되어, 이후 RE아메미야제 D1GP용 바디킷이 적용되면서 고정형 헤드라이트를 갖게 되었다.